# Anabarhynchus cinereus
Anabarhynchus cinereus är en tvåvingeart som beskrevs av Krober 1912. Anabarhynchus cinereus ingår i släktet Anabarhynchus och familjen stilettflugor. Inga underarter finns listade i Catalogue of Life.